# Ernesto Buonaiuti
Ernesto Buonaiuti (* 24. April 1881 in Rom; † 20. April 1946 ebenda) war ein katholischer Theologe, er gilt als der bedeutendste Vertreter des italienischen Modernismus.

## Leben
Ernesto Buonaiuti studierte von 1895 bis 1903 am Priesterseminar Sant’Apollinare seiner Heimatstadt Rom, in den letzten Jahren zusammen mit Angelo Roncalli, dem späteren Papst Johannes XXIII. Am 19. Dezember 1903 wurde er zum Priester geweiht. 23-jährig wurde er 1904 als Nachfolger von Umberto Benigni zum Professor für Kirchengeschichte am Seminarium Romanum Sant’Apollinare bestellt. Seine unbedingte Wahrheitssuche ließ ihn auch die Schriften von Autoren lesen, die in der damaligen theologischen Ausbildung verpönt waren. Damit beeinflusste Ernesto Buonaiuti auch den jungen Angelo Roncalli. Vielleicht darf man darin ein Motiv für dessen späteres Programm des „Aggiornamento“ sehen.

### Auseinandersetzungen
Im Alter von nur 24 Jahren gründete Ernesto Buonaiuti die Zeitschrift Rivista storico-critica delle scienze teologiche. Sein in deren erstem Jahrgang veröffentlichter Artikel Filosofia dell’ Azione über Maurice Blondel und dessen Hauptwerk L’Action führte zu einer scharfen Erwiderung in der Zeitschrift Civiltà Cattolica, deren Autor, Enrico Rosa SJ, ihm modernistische Tendenzen vorwarf. Die 1906 von Papst Pius X. erlassene Enzyklika Pieni l’animo zielte, ohne ihn namentlich zu nennen, auch auf Buonaiuti. Das Anliegen der Modernisten verteidigte Buonaiuti insbesondere in zwei anonym publizierten Beiträgen: im Buch Il programma dei modernisti – Risposta all' Enciclica di Pio X Pascendi Dominici gregis („Das Programm der Modernisten – Antwort auf die Enzyklika Pius' X. Pascendi Dominici gregis“, 1907, von mehreren Theologen gemeinsam verfasst und sogleich päpstlich verurteilt) und im Aufsatz Lettere di un prete-modernista („Briefe eines Modernisten-Priesters“, 1908). 1910 musste er seine Rivista storico-critica delle scienze teologiche einstellen. Seine 1915 erstmals erschienene Nachfolge-Zeitschrift Rivista di scienza delle religione wurde im Folgejahr auf den Index gesetzt. Angesichts zunehmender Angriffe auf seine Theologie hatte Buonaiuti bereits 1915 die Hochschule gewechselt und den Ruf auf den Lehrstuhl für die Geschichte des Christentums an der staatlichen Universität La Sapienza in Rom angenommen.

### Exkommunikationen
Seine Veröffentlichung von Le esperienze fondamentali di Paolo („Die fundamentalen Erfahrungen des Paulus“) führte 1921 zur ersten Exkommunikation. Im gleichen Jahre wurde er dank der Fürsprache von Kardinal Pietro Gasparri rehabilitiert. Die erneute Exkommunikation erfolgte 1924 nach der Veröffentlichung seines Buches Verso la luce („Nach dem Licht“) und trotz eines Gesuchs im Jahre 1926 bei Papst Pius XI. wurde die Exkommunikation am 25. Januar 1926 vom Heiligen Offizium endgültig bestätigt. In den Zeiten des italienischen Faschismus verweigerte er 1932 den Treueeid und verlor dadurch sein Lehramt. Er siedelte deshalb nach Lausanne über und war von 1935 bis 1939 als Gastprofessor tätig, in den Jahren 1944–1946 war er politisch sehr aktiv.

## Werke (Auswahl)
- Geschichte des Christentums. 2 Bde., hrsg. v. Hans Markun, Francke, Bern 1948 und 1957. Original: Storia del cristianesimo. 1942–46.
- Die exkommunizierte Kirche. Hrsg. u. eingel. v. Ernst Benz, Rhein-Verlag, Zürich 1966 (Benz war ein evangelischer Theologe, dessen Interesse an Theologie und insbesondere der Kirchengeschichte durch Ernesto Buonaiuti geweckt wurde) – Buonaiuti eröffnet in diesem Werk eine neue Sicht der Gesamtentwicklung christlicher Spiritualität und den Weg ihrer heutigen Erneuerung.
- In seiner Autobiografie Il pellegrino di Roma („Der Pilger von Rom“, 1945) verarbeitete Buonaiuti  erneut die Geschichte seines Konfliktes mit der katholischen Kirche.